# 約翰斯頓縣 (奧克拉荷馬州)
約翰斯頓縣（英語：Johnston County）是美國奧克拉荷馬州南部的一個縣。面積1,705平方公里。根据美國2000年人口普查，共有人口10,513人。縣治蒂肖明戈（Tishomingo）。
成立於1907年7月16日。縣名紀念奇克索區區長道格拉斯·H·約翰斯頓。